# Виагранде
Виагранде (итал. Viagrande) — коммуна в Италии, располагается в регионе Сицилия, подчиняется административному центру Катания.
Население составляет 7225 человек (на 2004 г.), плотность населения составляет 722 чел./км². Занимает площадь 10 км². Почтовый индекс — 95029. Телефонный код — 095.
Покровителем коммуны почитается святой Мавр. Праздник ежегодно празднуется 15 января.